# 黎明 (遊戲開發者)
黎明（1977年6月27日—，网名Gooseman），越南裔加拿大籍游戏开发者。1999年，他和杰西·克里夫共同开发了《半条命》的模组《反恐精英》。后来他受雇于《半条命》的开发商Valve，并在韩国为多人第一人称射击游戏《战术干预》工作了八年。目前，他是多人生存第一人称射击游戏《腐蚀》的承包商。在参与创作的小团队游戏中，他当过程序师、美工和设计师。
他的绰号出自20世纪80年代动画连续剧《银河骑士》的主角之一肖恩·古斯曼。

## 生涯
黎明最初在1996年使用id Software旗下游戏《雷神之锤》自带的软件开发工具包，历经大约一年时间，他制作了他有史以来的第一个模组，海豹突击队（Navy SEALs），该模组成为了《反恐精英》的精神前作。在创作《雷神之锤2》的模组时，他萌生了《反恐精英》的想法，并与《雷神之锤2》的网站管理员杰斯·克里夫（Jess Cliffe）和马塞洛·迪莱（Marcelo Dilay）成为了朋友。
黎明在西门菲莎大学读大四时便着手制作《半条命》的模组《反恐精英》，后来在毕业时他拿到了计算机科学学位证书。他每周都要花大约20个小时制作该模组，所花费的精力比他在功课上花费的精力还要多，之后首个测试版于1999年6月面世。随着几个月以来游戏人气的飙升，“反恐精英开发团队”迅速发布了多个游戏的公测版本。
直到游戏发布了第四个测试版，《半条命》开发商Valve开始协助《反恐精英》的开发。2000年，Valve买下了《反恐精英》的版权，雇佣黎明和克里夫与他们一同在美国华盛顿州贝尔维尤工作，而黎明则继续创作《反恐精英》及其相关游戏。期间，他正在开发《反恐精英2》，然而Valve最终无限期搁置该项目。
在《反恐精英2》搁浅之后，黎明于2006年离开Valve，自行创作项目。在和小团队创作该项目两年后，他于2008年移居韩国，受到一家名为FIX Korea的公司的资助，得以继续游戏的开发。后来，黎明透露新作名为《战术干预》，风格类似《反恐精英》，使用Valve的改良版Source引擎制作。
2013 年 10 月，他加入了 Facepunch Studios，并参与了《腐蚀》的游戏开发。2018年2月黎明离开了Facepunch Studios。

## 认可
2003年，GameSpy社论称黎明是《半条命》发行后五年仍然风靡的最重要原因。IGN将杰西·克里夫和黎明列入“史上百大游戏缔造者”榜单第14位。

## 外部連結
- 黎明的X（前Twitter）